# Tsimshian
Tsimshian – zbiorcza nazwa ok. 15 spokrewnionych grup północnoamerykańskich Indian, zamieszkujących północną część wybrzeża Pacyfiku w kanadyjskiej prowincji Kolumbia Brytyjska (w okolicach rzek Skeena i Nass oraz na przybrzeżnych wyspach), a także w południowo-wschodniej Alasce (Annette Island). Ich liczba wynosi obecnie około 10 tys., z czego na Alasce – ok. 1,3 tys.
Należą do licznej grupy niewielkich ludów tubylczych zamieszkujących Wybrzeże Północno-Zachodnie Ameryki Północnej. Tworzyły one zhierarchizowane klanowe społeczności matrylinearne, utrzymujące się z rybołówstwa i myślistwa. Dwa języki, którymi posługiwali się w przeszłości, tworzą odrębną grupę, przez językoznawców uważaną za spokrewnioną z językami penutiańskimi (ang. penutian). Obecnie oba dialekty (północny i południowy) zagrożone są wymarciem, bowiem wśród Tsimshian jedynie pojedyncze osoby zachowują znajomość języka.
Zagrożeni ekspansją Europejczyków Indianie Tsimshian dążyli do zapewnienia sobie praw do plemiennych terenów nad rzekami Skeena i Nass traktatem z Kanadą już w 1879 r., ale realne negocjacje udało im się rozpocząć dopiero w roku 1983. Dekadę później 14 grup Indian regionu zjednoczyło się w ramach Rady Plemiennej Tsimshian (ang. Tsimshian Tribal Council). Ramową umowę z władzami Kolumbii Brytyjskiej podpisano w 1993 r., a rozmowy w różnych spornych kwestiach dotyczących praw do ziemi i tubylczej autonomii trwają nadal.